# 킹롱 시티라이트
킹롱 시티라이트는 중국의 자동차 회사인 킹롱에서 만든 전기버스이자 저상버스다. 대한민국에선 강릉시의 버스회사인 동진버스에서 최초로 출고한 차종이다.

## 특징
킹롱 시티라이트는 전기버스이자 저상버스로서 전기를 충전할 수가 있는 배터리가 뒷쪽 천장에 존재한다. 이로 인해 후면이 트여서 넓은 실내 공간을 가질 수가 있다는 좋은 장점이 있는 버스이다. 초기형은 리튬인산철 충전지를 장착했으며, 1회 충전 후 항속거리는 261km다. 휠체어를 타는 장애인을 위한 입석 공간이 확보되어 있고 앞바퀴쪽을 제외한 부분에는 좌석도 많이 배치되어 있다. 현재 킹롱 시티라이트를 수입하여 운행하는 대한민국의 버스회사는 강릉시의 동진버스를 시작으로 제일교통, 성남시내버스가 있으며 하남시의 마을버스를 운영하는 회사인 은방울교통에서도 킹롱 시티라이트를 출고하여 운행한다.
페이스리프트 모델이 2021년 10월에 나왔으며, 단축형 모델(시티라이트 9)이 추가됐다. 일반형의 항속거리는 370km, 단축형은 439km다.

## 같이 보기
- 전기버스
- 저상버스